# Хвороби та епідемії індіанців

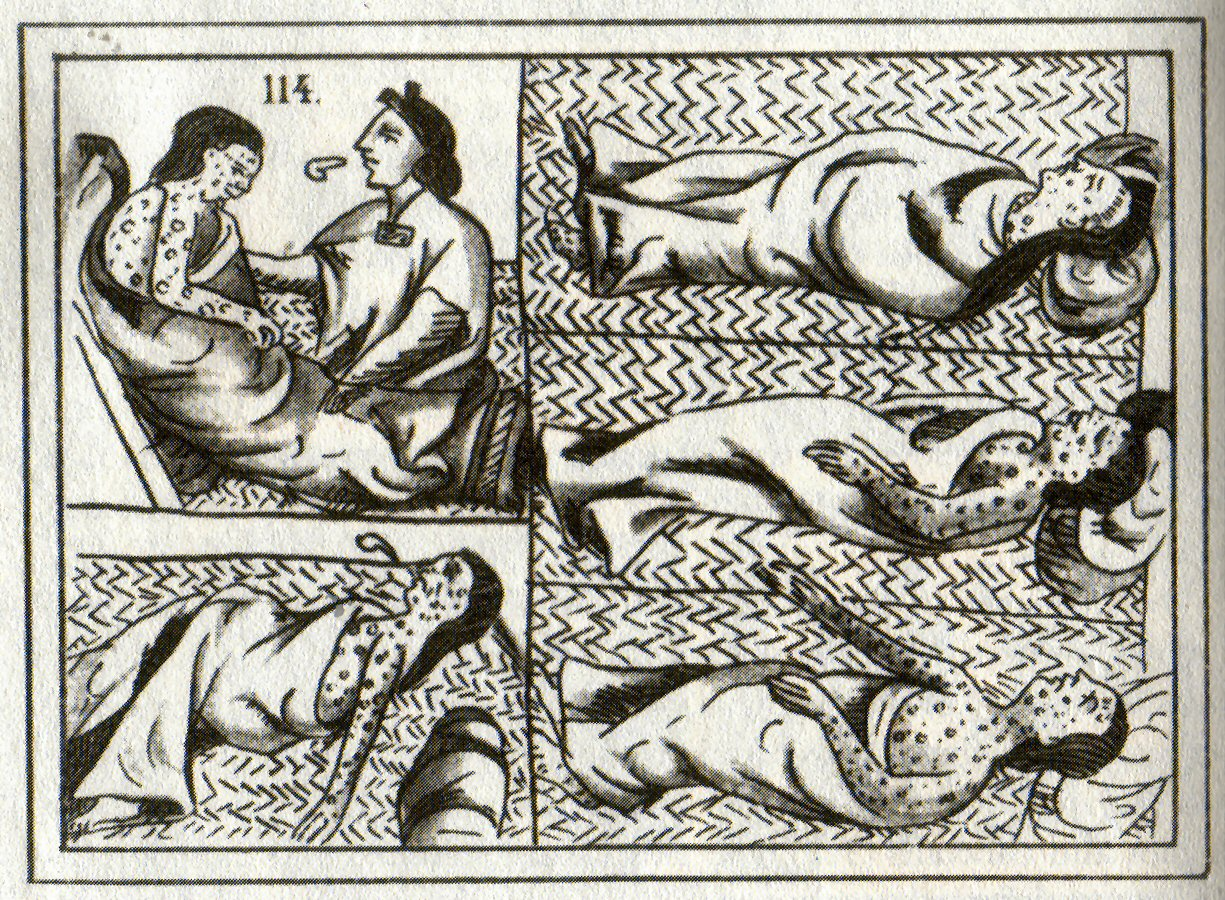
Ацтекські малюнки жертв віспи шістнадцятого століття

Хоча в доколумбові часи в Америці існували різноманітні інфекційні захворювання  обмежений розмір популяцій, менша кількість домашніх тварин із зоонозними захворюваннями та обмежені взаємодії між цими популяціями (у порівнянні з районами Європи та Азії) перешкоджали передачі інфекційних захворювань. Одним з помітних інфекційних захворювань американського походження є сифіліс. Більшість основних відомих сьогодні інфекційних захворювань виникли в Старому Світі (Африка, Азія, Європа). Американська ера обмежених інфекційних захворювань завершилася приходом європейців в Америку та колумбовим обміном мікроорганізмів, у тому числі тих, що викликають захворювання людей. Євразійські інфекції та епідемії мали серйозний вплив на життя індіанців у колоніальний період і особливо в XIX столітті.
Європа була перехрестям багатьох далеких різних народів, розділених сотнями, якщо не тисячами миль. Але неодноразові війни через вторгнення населення поширювали інфекційні хвороби по всьому континенту, як і торгівля, включаючи Шовковий шлях. Понад 1000 років мандрівники привозили товари та інфекційні хвороби зі Сходу, де частина останніх перескочила від тварин до людей. У результаті хронічного впливу багато інфекцій з часом стали ендемічними в їхньому суспільстві, так що виживші європейці поступово виробили певний набутий імунітет, хоча вони все ще були схильні до пандемій та епідемій. Європейці переносили такі ендемічні хвороби, коли мігрували та досліджували Новий Світ.
Корінні американці часто заражалися інфекційними захворюваннями через торговельні та розвідувальні контакти з європейцями, і вони передавались далеко від джерел і колоніальних поселень через виключно індіанські торгові шляхи. Війна та поневолення також сприяли передачі хвороб. Оскільки їх популяція раніше не піддавалася впливу більшості цих інфекційних захворювань, корінні жителі рідко мали індивідуальний або популяційний імунітет і, отже, страждали дуже високою смертністю. Численні смерті порушили індіанські суспільства. Це явище відоме як ефект незайманого ґрунту.

## Європейський контакт

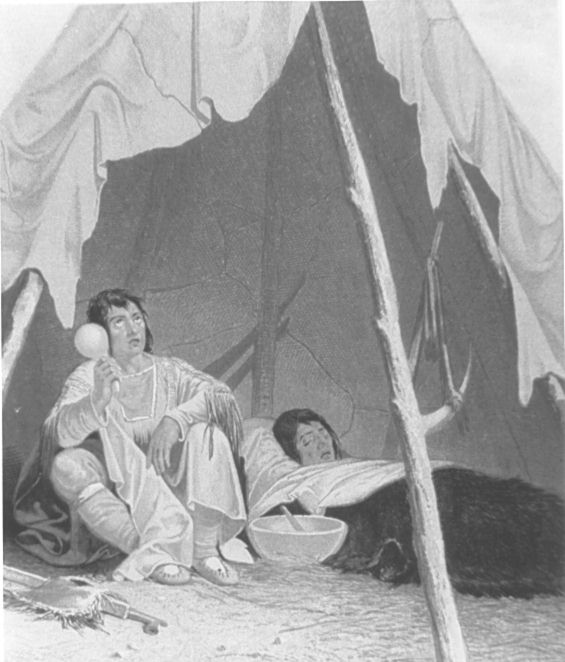
Концепція американського художника XIX століття про шамана, який доглядає за хворим американським індіанцем, з книжкової ілюстрації 1857 року.

Прибуття і поселення європейців в Америці призвело до того, що відомо як Колумбівський обмін. У цей період європейські поселенці привезли з собою багато різних технологій, тварин, рослин і спосіб життя, деякі з яких принесли користь корінним народам. Європейці також вивозили рослини та товари назад у Старий Світ. Наприклад, картопля та помідори з Америки стали невід’ємною частиною європейської та азіатської кухонь.
Але європейці також ненавмисно принесли нові інфекційні захворювання, включаючи віспу, бубонна чума, вітряна віспа, холера, нежиті, дифтерія, грип, малярія, кір, скарлатина, хвороби, що передаються статевим шляхом (з можливим винятком сифілісу ), черевний тиф, висипний тиф, туберкульоз (хоча форма цієї інфекції існувала в Південній Америці до контакту), та кашлюк. Кожне з них призвело до масштабних епідемій серед корінних американців, які страждали від інвалідності, хвороб і високого рівня смертності. Європейці, інфіковані такими захворюваннями, зазвичай переносили їх у сплячому стані, були активно інфіковані, але безсимптомно, або мали лише легкі симптоми, оскільки Європа протягом століть була піддана селективному процесу через ці хвороби. Дослідники та колоністи часто несвідомо передавали хвороби тубільцям. Завезення африканських рабів і використання торгових шляхів сприяли поширенню хвороб.
Інфекції, завезені європейцями, нелегко відстежити, оскільки спалахів було багато, і всі вони не були однаково зареєстровані. Історичні розповіді про епідемії часто нечіткі або суперечливі в описі того, як постраждали жертви. Висип, що супроводжується лихоманкою, може бути віспою, кором, скарлатиною або вітряною віспою, і багато епідемій перетинаються з кількома інфекціями, що вражають одну й ту саму популяції, тому часто неможливо дізнатися точні причини смертності (хоча стародавні дослідження ДНК можуть часто визначають наявність певних мікробів). Віпа була хворобою, яку принесли європейці, яка була найбільш руйнівною для корінних американців, як з точки зору захворюваності, так і смертності. Перша добре документована епідемія віспи в Америці почалася на Еспаньйолі наприкінці 1518 року і незабаром поширилася на Мексику. За оцінками смертність коливається від однієї чверті до половини населення центральної Мексики.
Корінні американці спочатку вважали, що хвороба насамперед є результатом порушення рівноваги у зв’язку з їхніми релігійними переконаннями. Як правило, корінні американці вважали, що хвороба викликана або відсутністю магічного захисту, вторгненням об’єкта в тіло за допомогою чаклунства, або відсутністю вільної душі в тілі. Вважалося, що хвороба потрапляє в організм як природне явище, якщо людина не була захищена духами, або рідше в результаті згубного втручання людини або надприродного втручання. Наприклад, духовні вірування черокі приписують хворобу помсті тварин за їх вбивство. У деяких випадках хвороба розглядалася як покарання за нехтування племінними традиціями або непокору племінним ритуалам. Тому такі хвороби лікували через практику шаманізму. Більшість індіанських племен також використовували різноманітні лікарські рослини та інші речовини для лікування хвороб.

### Віспа
Віпа була смертельною для багатьох корінних американців, призводячи до масштабних епідемій і неодноразово вражаючи ті самі племена. Після зараження в Мексиці в 1519 році хвороба поширилася по Південній Америці, спустошивши корінне населення на території нинішньої Колумбії, Перу та Чилі протягом шістнадцятого століття. Хвороба повільно поширювалася на північ через рідкість населення в північній пустелі Мексики. Він був завезений у схід Північної Америки окремо колоністами, які прибули в 1633 році до Плімута, штат Массачусетс, і місцеві індіанські громади незабаром були вражені вірусом. Він досяг нації ірокезів у 1634 році  району озера Онтаріо в 1636 році, а також земель інших племен ірокезів у 1679 році  Між 1613 і 1690 роками племена ірокезів, що проживали в Квебеку, перенесли двадцять чотири епідемії, майже всі вони були викликані віспою. До 1698 року вірус перетнув Міссісіпі, спричинивши епідемію, яка майже знищила індіанців квапа в Арканзасі.
Хвороба часто поширювалася під час війни. Джон Маккалоу, полонений штату Делавер з липня 1756 року, якому тоді було 15 років, писав, що народ ленапе під керівництвом Шамокіна Даніеля «вчинив кілька пограбувань вздовж Джуніати; це сталося в той час, коли була віспа». Деякі з них заразилися, і одні померли, не повернувшись додому, інші згодом; тих, хто захворів після повернення, негайно виселили з міста і їх доглядали ті, хто хворів раніше».
До середини вісімнадцятого століття хвороба вразила населення настільки сильно, що перервала торгівлю та переговори. Томас Хатчінс у своєму журналі в серпні 1762 року, перебуваючи у форті Маямі в Огайо, названому на честь народу Маямі, написав: "20-го, вищезгадані індіанці зустрілися, і вождь Уіатанон сказав від імені свого та народів Кікаупу наступним чином: «Брате, ми дуже вдячні серу Вільяму Джонсону за те, що він надіслав вас дослідити державу індіанців. Ми запевняємо вас зараз ми дуже нещасні через тяжку хворобу, яка охопила майже всіх наших людей, багато з яких померли останнім часом, і багато хто з більшою ймовірністю помре...» 30-е, вирушив до міста Нижнього Шоніса і прибув 8 вересня у другій половині дня. Я не міг зустрітися з Шауні 12-го, оскільки їхні люди хворіли та вмирали щодня."
24 червня 1763 року, під час облоги форту Пітт, як записано у своєму щоденнику торговцем хутром і капітаном міліції Вільямом Трентом, високопоставлені особи з племені Делавер зустрілися з чиновниками форту Пітт, попередивши їх про «велику кількість індіанців», які збираються атакувати форт, і благав їх покинути його, поки ще є час. Командир форту відмовився покинути. Натомість британці подарували дві ковдри, одну шовкову хустку і одну білизну з лікарні для боротьби з віспою двом емісарам з Делавера Черепашому Серцю і Мамалті, нібито в надії поширити смертельну хворобу на сусідні племена, як засвідчено в щоденнику Трента. Пізніше з сановниками знову зустрілися, і вони, здавалося, не заразилися віспою. Відносно невеликий спалах віспи почав поширюватися раніше тієї весни, і сотні людей померли від неї серед індіанських племен у районі долини Огайо та Великих озер у 1763 і 1764 роках  Ефективність самої біологічної війни залишається невідомою, а використаний метод є неефективним порівняно з повітряно-крапельної передачі.
Такі доповіді вивчали вчені 21-го століття, такі як В. Баррас і Г. Граб. Кажуть, що віспа поширюється повітряно- крапельним шляхом при особистій взаємодії, а не при контакті з фомітами, такими, як описав Трент. Результати таких спроб поширити хворобу через предмети важко відрізнити від природних епідемій.
Гершом Хікс, який перебував у полоні в Огайо-Кантрі Шауні та Делаверів з травня 1763 по квітень 1764 року, повідомив капітану Вільяму Гранту з 42-го полку, «що віспа була дуже поширеною і лютувала серед індіанців з минулої весни і що 30-40 річний Мінго, як багато делаварів і деякі шауні померли від віспи з того часу, що вона все ще триває серед них».
У середині і наприкінці дев’ятнадцятого століття, під час збільшення європейсько-американських подорожей і поселень на Заході, між 1837 і 1870 роками серед племен Рівнин  Коли племена рівнин почали дізнаватися про «хвороби білих», багато хто навмисно уникали контакту з ними та їхніми торговими товарами. Але привабливість товарів, таких як металеві горщики, сковороди та ножі, іноді виявлялася занадто сильною. Індіанці все одно торгували з білими прибульцями і ненавмисно поширювали хвороби в своїх селах. Наприкінці 19 століття індіанці рівнин лакота назвали цю хворобу «гниючим обличчям».
Епідемія віспи на тихоокеанському північному заході 1862 року, яка була перенесена з Сан-Франциско до Вікторії, спустошила корінні народи північно-західного узбережжя Тихого океану, при цьому рівень смертності становив понад 50% на всьому узбережжі від Пьюджет-Саунд до південно-східної Аляски. У деяких районах корінне населення скоротилося аж на 90%. Те, що колонія острова Ванкувер і колонія Британська Колумбія могли запобігти епідемії, але вирішили цього не робити, а певним чином сприяли епідемії, змусило деяких істориків описати епідемію як приклад навмисного геноциду.

### Вплив на чисельність населення

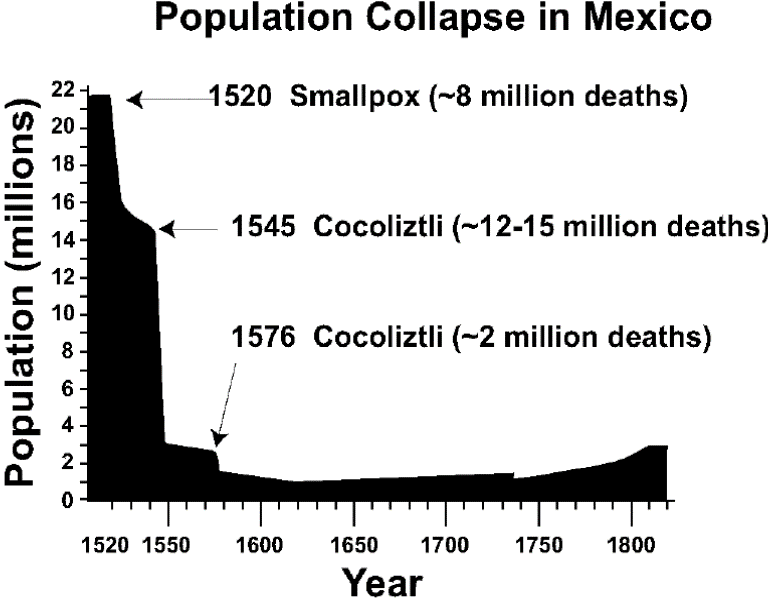
Графік скорочення населення в центральній Мексиці через послідовні епідемії

Багато індіанських племен зазнали високої смертності та депопуляції, в середньому 25–50% членів племен втратили від хвороб. Крім того, деякі менші племена були наближені до вимирання після того, як зіткнулися з серйозним руйнівним поширенням хвороби.
Конкретним прикладом було те, що сталося після вторгнення Кортеса до Мексики. До його прибуття населення Мексики, за оцінками, становило від 25 до 30 мільйонів. Через 50 років населення Мексики скоротилося до 3 мільйонів, головним чином через інфекційні захворювання. Дослідження 2018 року, проведене Кохом, Брієрлі, Масліном і Льюїсом, прийшло до висновку, що, за оцінками, «55 мільйонів корінних жителів загинули після європейського завоювання Америки, починаючи з 1492 року». До 1700 року в південно-східному прибережному регіоні Сполучених Штатів залишилося менше 5000 корінних американців. Тільки у Флориді в 1520 році там проживало близько 700 000 корінних американців, але до 1700 року їх кількість становила близько 2 000.
Деякі кліматологи 21-го століття припустили, що різке скорочення корінного населення в Америці і супутнє скорочення оброблюваних земель протягом 16, 17 і 18 століть, можливо, сприяли глобальному похолоданню, відомому як малий льодовиковий період.
Втрата населення була настільки високою, що частково стала причиною міфу про Америку як «незайману пустелю». На той час, коли почалася значна європейська колонізація, корінне населення вже скоротилося на 90%. Це призвело до того, що поселення зникли, а оброблені поля були занедбані. Оскільки ліси відновлювалися, у колоністів склалося враження землі, яка була неприборканою пустелею.
Хвороба мала як прямий, так і непрямий вплив на смертність. Висока смертність означала, що було менше людей, які садили рослини, полювали на дичину та іншим чином підтримували групу. Втрата передачі культурних знань також вплинула на громаду, оскільки життєво важливі навички сільського господарства та збирання їжі не передавались тим, хто вижив. Відсутність потрібного часу для полювання або посадки сільськогосподарських культур вплинула на постачання їжі, тим самим ще більше послабивши громаду та роблячи її більш вразливою до наступної епідемії. Громади, які перебувають у такій кризі, часто були не в змозі піклуватися про інвалідів, літніх або молодих людей.
Влітку 1639 року, епідемія віспи вразила гуронів на річці Санкт-Лаврентія і Великих озер. Хвороба потрапила до племен гуронів через французьких колоніальних торговців з Квебеку, які залишалися в регіоні протягом зими. Коли епідемія закінчилася, населення гуронів скоротилося приблизно до 9000 осіб, приблизно вдвічі від того, що було до 1634 року  Ірокези, як правило, на південь від Великих озер, зіткнулися з подібними втратами після зіткнень з французькими, голландськими та англійськими колоністами.
У 1770-х роках віспа вбила щонайменше 30% корінних американців Західного узбережжя.  Епідемія віспи 1780–1782 рр. призвела до спустошення та різкого скорочення населення рівнинських індіанців.
До 1832 року федеральний уряд Сполучених Штатів запровадив програму вакцинації від віспи для корінних американців.
Історик Девід Станнард стверджує, що «майже повністю зосереджуючись на хворобах... сучасні автори все частіше створюють враження, що знищення цих десятків мільйонів людей було ненавмисним — сумним, але водночас неминучим і «ненавмисним наслідком» людської міграції та прогрес». Він каже, що їхнє знищення «не було ані ненавмисним, ані неминучим», а результатом мікробної чуми та цілеспрямованого геноциду, що працюють у тандемі. Історик Андрес Ресендес каже, що дані свідчать про те, що «серед цих людських факторів рабство стало головним убивцею» корінного населення Карибського басейну між 1492 та 1550 роками, а не такі хвороби, як віспа, грип та малярія.

### Інвалідність
Епідемії вбили велику частину людей з обмеженими можливостями, а також призвели до появи численних інвалідів. Матеріальні та соціальні реалії інвалідності для індіанських громад були відчутними. Скарлатина може призвести до сліпоти або глухоти, а іноді й до того й іншого. Епідемії віспи призвели до сліпоти та депігментованих рубців. Багато індіанських племен пишалися своїм зовнішнім виглядом, і спотворення шкіри внаслідок віспи глибоко вплинуло на них психологічно. Не в змозі впоратися з цією умовою, члени племені, як кажуть, кінчали життя самогубством.